# Marcus Curtius
Pour les articles homonymes, voir Curtius.
Marcus Curtius est le protagoniste d'un épisode de la mythologie romaine. Vers 362 av. J.-C., en pleine invasion gauloise, un gouffre s'ouvre sur la place du Forum, menant directement aux Enfers. Ce gouffre s'était formé car les Romains avaient oublié d'accomplir un sacrifice envers les morts. Marcus Curtius, sur le dos de son cheval plonge dans le trou sans fond pour le refermer et disparaît à jamais. Il se sacrifie ainsi pour sauver Rome de la colère de Pluton qui réclamait un sacrifice pour les morts.

## Sources

### De lingua Latinade Varron
Varron raconte cette légende au Ier siècle av. J.-C. dans son De lingua Latina, parmi plusieurs hypothèses concernant l'origine d'un toponyme : 

« Il y a dans le forum un lieu appelé le lac Curtius, qui, suivant une tradition généralement adoptée, doit son nom à un nommé Curtius. Quant à la cause qui lui a fait donner ce nom, Procilius (en), Pison et Cornélius Stilon ne s'accordent pas entre eux. Suivant Procilius, la terre s'étant entrouverte en ce lieu, le sénat en référa aux aruspices, qui répondirent que la volonté des dieux mêmes était qu'un citoyen courageux se précipitât dans le gouffre. Alors un citoyen courageux, nommé Curtius, monta tout armé sur un cheval, et, partant du temple de la Concorde, s'élança avec son cheval dans ce gouffre, qui se referma sur lui, et, en devenant son tombeau, laissa à ses concitoyens le souvenir de son dévouement et de la puissance des dieux.
Pison raconte dans ses Annales que, pendant la guerre des Romains et des Sabins, un Sabin très courageux, nommé Metius Curtius, voyant Romulus, à la tête des siens, se précipiter sur lui d'un lieu élevé, se jeta dans un marais, qui couvrait alors le forum avant la construction des égouts, et regagna le Capitole, où se trouvait l'armée sabine : ce qui fit donner à ce marais le nom de Curtius.
Cornélius et Lutatius ont écrit que, ce lieu ayant été frappé de la foudre, le sénat ordonna qu'il fût entouré d'une clôture; et que cet ordre ayant été exécuté par le consul Curtius, collègue de Marcus Génutius, le lieu reçut le nom de Curtius. »

### Ab Urbe condita libride Tite-Live
Tite-Live fournit plus de détails dans son Ab Urbe condita libri (31 av. J.-C.) :

« La même année, on dit qu'un tremblement de terre, ou quelque autre cause inconnue, fit écrouler le sol au milieu du forum et y ouvrit un vaste gouffre : si bien que les monceaux de terre que chacun y apporta, selon ses forces, ne purent combler cet abîme. Sur un avis des dieux, on se mit à chercher ce qui faisait la principale force du peuple romain ; car c'était là, au dire des devins, ce qu'il fallait sacrifier eu ce lieu, si l'on voulait que la république romaine fût éternelle. Alors M. Curtius, jeune homme qui s'était fort distingué dans la guerre, s'indigna, dit-on, de voir qu'on hésitait, comme si le plus grand bien de Rome n'était pas la valeur et les armes. Ayant obtenu le silence, il se tourne vers les temples des dieux immortels qui dominaient le forum, et, les yeux levés vers le Capitole, les mains tour à tour tendues vers le ciel ou sur les profondeurs de la terre béante, il se dévoue aux dieux mânes ; puis, montant sur un cheval le plus richement équipé qu'il pût, il s'élança tout armé dans le gouffre, où une foule d'hommes et de femmes répandirent sur lui un amas de fruits et d'offrandes expiatoires ; et c'est de lui plutôt que de Curtius Mettus, cet antique soldat de T. Tatius, que le lac Curtius aurait tiré son nom. Je n'aurais pas épargné mes peines, si quelque voie pouvait conduire à la vérité ; mais il faut aujourd'hui s'en tenir à la tradition, puisque l'ancienneté du fait ne permet pas d'en constater l'authenticité ; et d'ailleurs la plus moderne de ces fables donne plus d'éclat au nom du lac. »

## Galerie

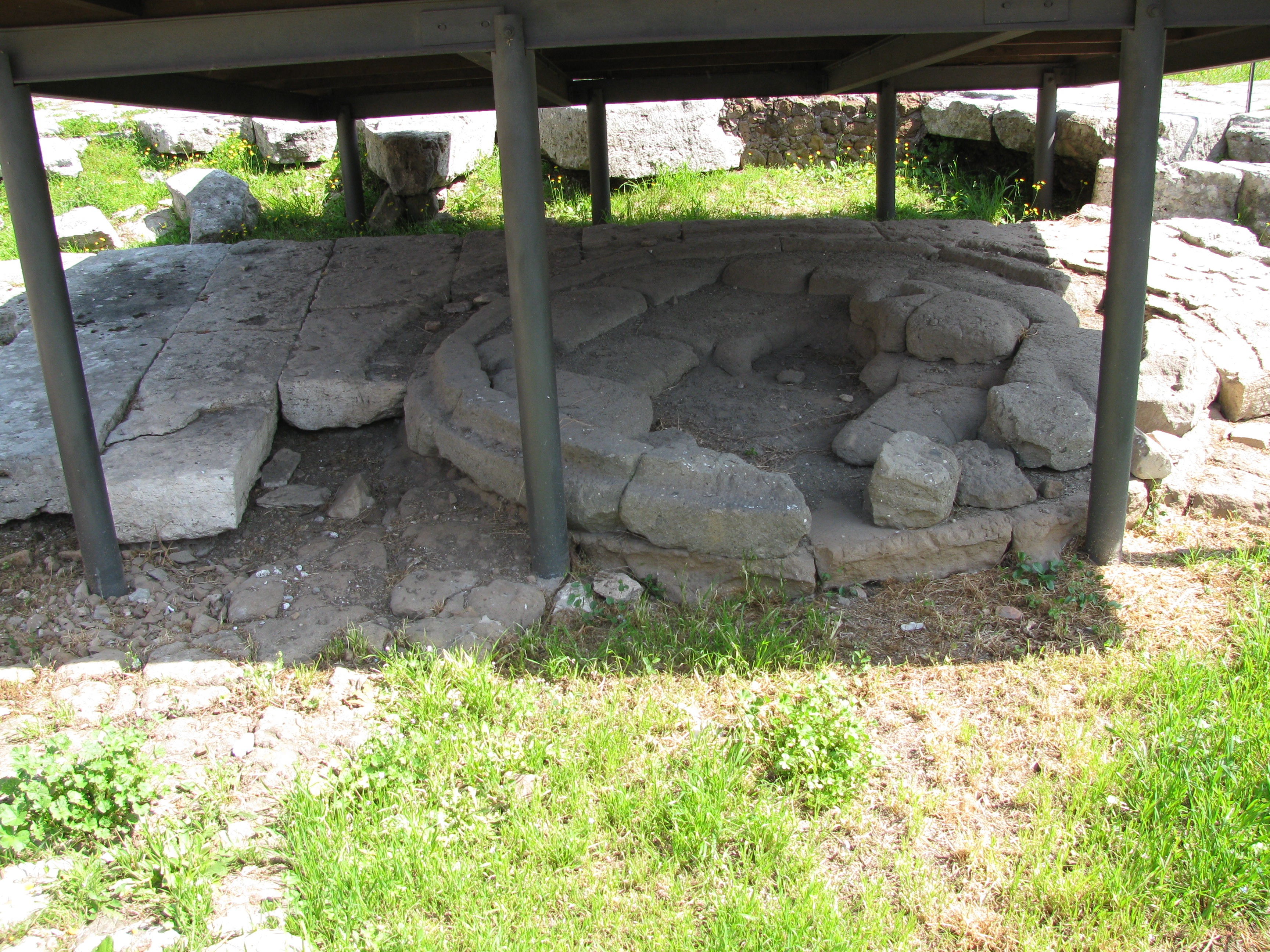
Emplacement commémoratif du Lacus Curtius sur le Forum Romain
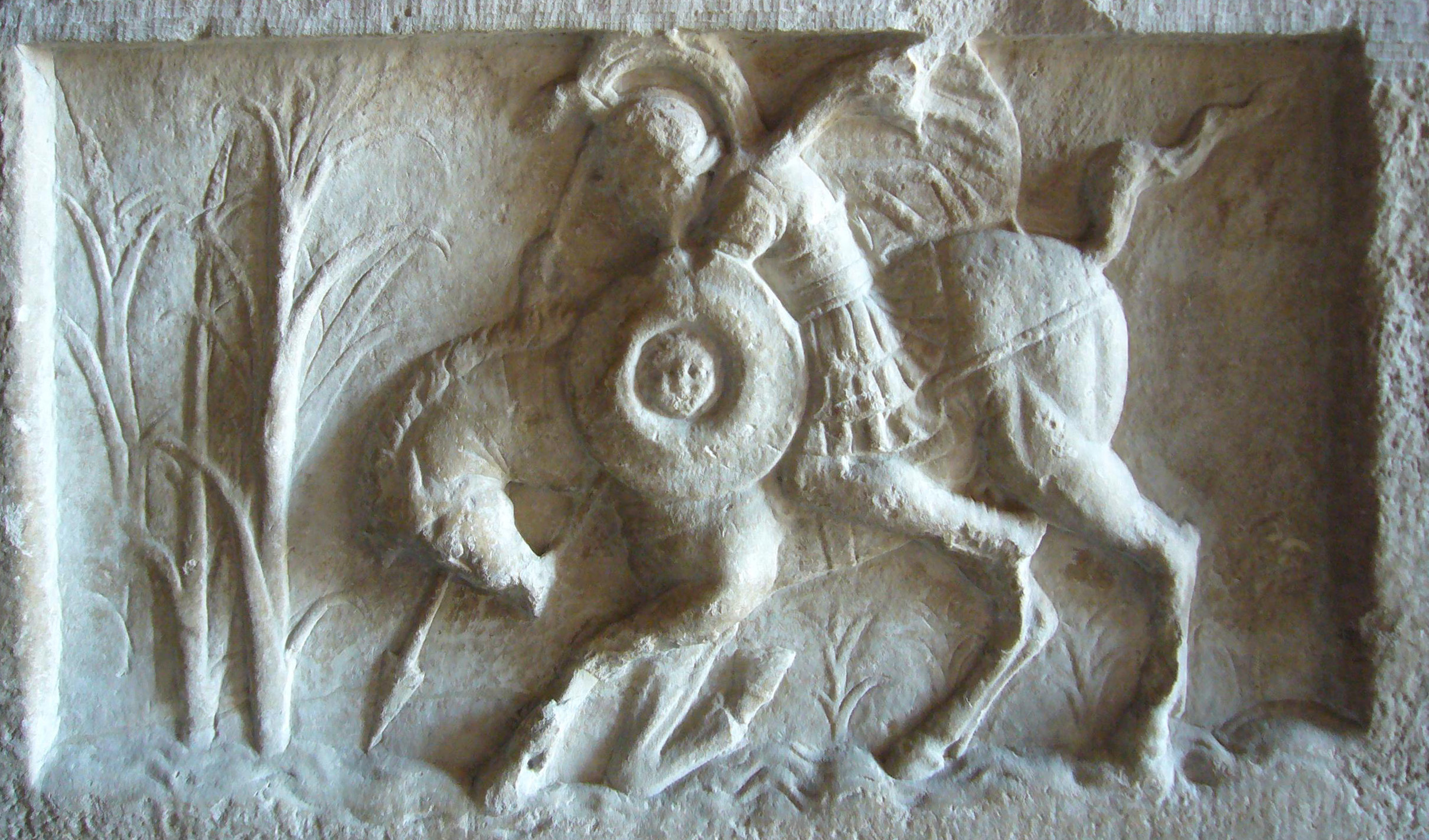
Stèle trouvée sur le Forum Romain, à proximité du Lacus Curtius
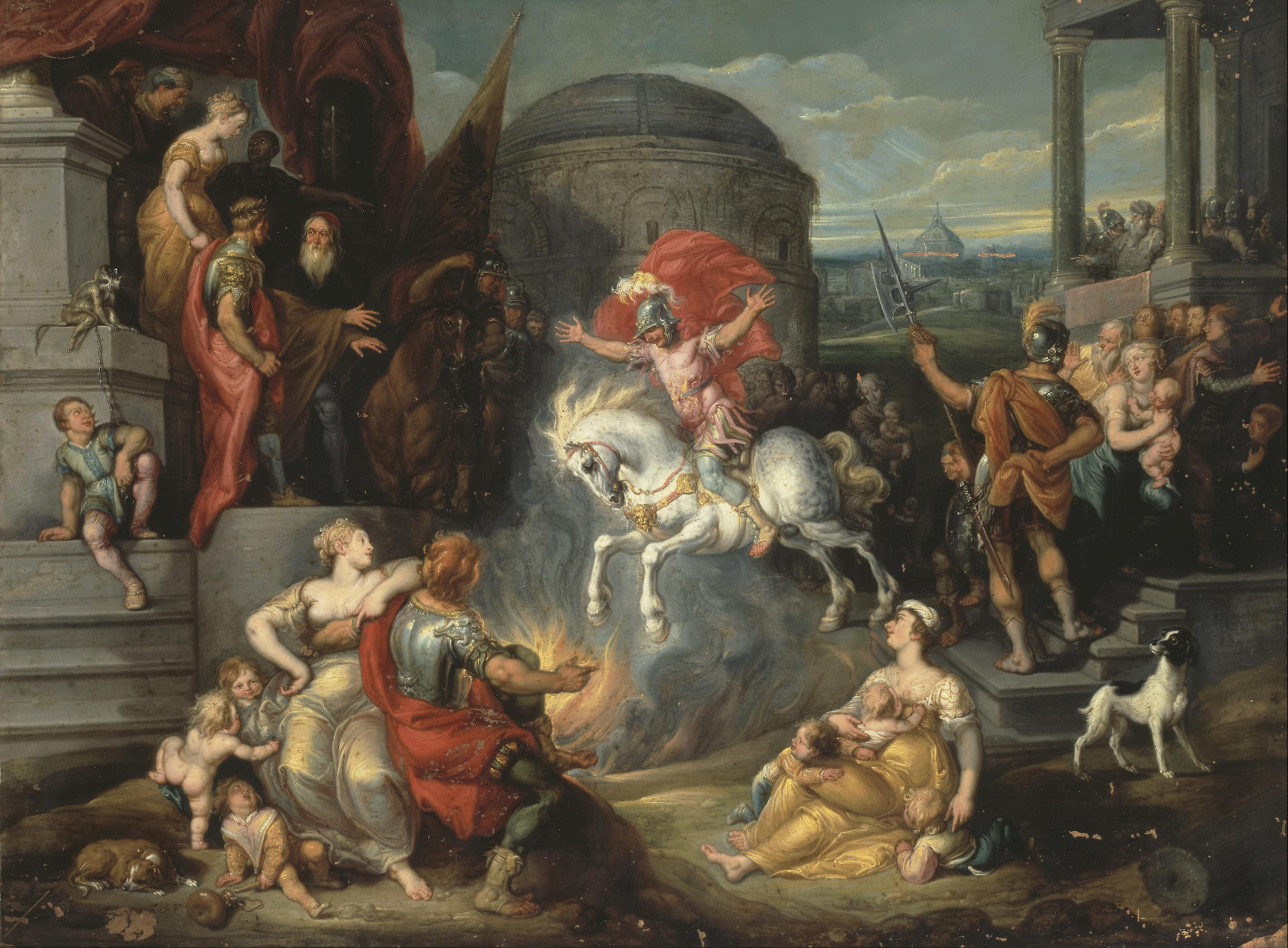
Le sacrifice de Marcus Curtius
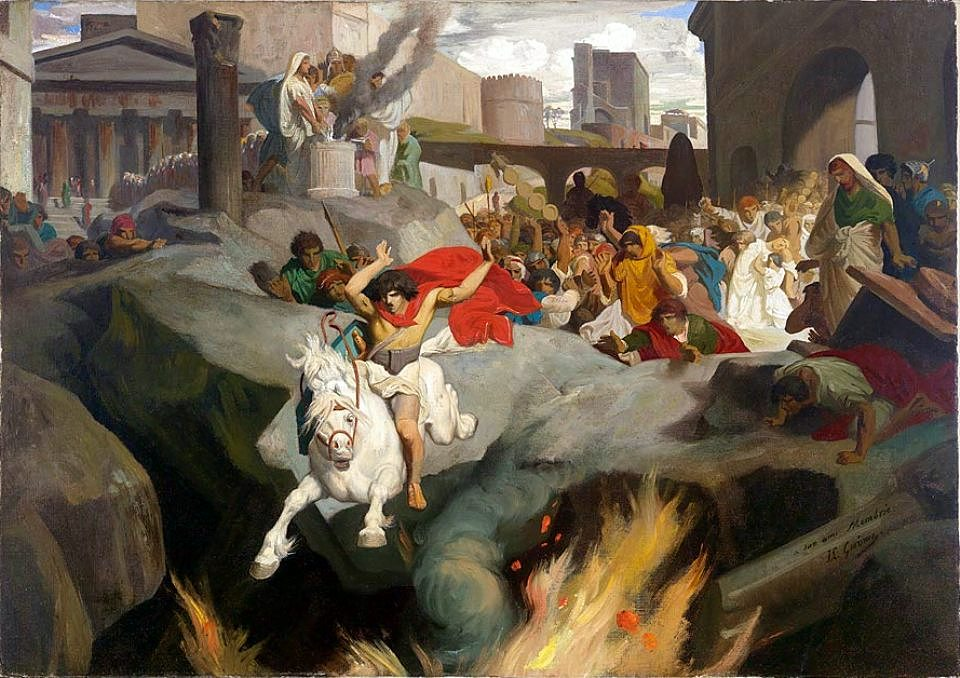
Le saut de Marcus Curtius (1850-55), Jean-Léon Gérôme
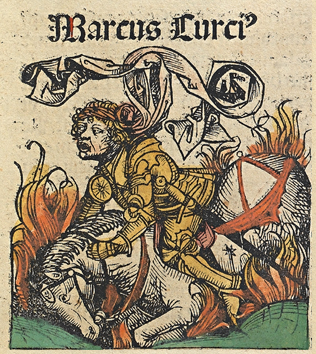
Marcus Curtius dans La Chronique de Nuremberg (1493)

## Représentations
- Statue équestre de Louis XIV sous les traits de Marcus Curtius par Le Bernin et Girardon
- Marcus Curtius se précipite dans le gouffre, gravure sur cuivre au burin réalisée au XVIe siècle par Georges Reverdy dont il existe plusieurs exemplaires.
- Curtius, poème écrit au XIXe siècle par Letitia Elizabeth Landon[3].

## Sources
- Encyclopédie de la mythologie, Arthur Cotterell